# Alexandre Haldemann
Alexandre Haldemann (Meyrin, 8 maart 1995) is een Zwitsers voormalig zwemmer.

## Carrière
Haldemann startte met competitief zwemmen in 2004, en maakte in 2010 zijn internationale debuut. In 2013 deed hij voor het eerst mee aan de Europese kampioenschappen waar hij niet voorbij de series geraakte. Hij nam in 2014 deel aan het WK korte baan en EK lange baan maar wist zich geen enkele keer te kwalificeren voor een finale. 
In 2015 nam hij deel aan de Universiade in Gwangju waar hij 8e werd in de finale van de 200m vrije slag. In 2016 nam hij namens Zwitserland deel aan de Olympische Spelen waar hij 38e werd in de 200m vrije slag. Na enkele kleinere meetings in 2017 besloot hij te stoppen op internationaal niveau om zich toe te leggen op een carrière als filmmaker. Hij studeerde aan het HEAD (Haute école d'art et de design) in Genève.

## Internationale toernooien
| Jaar | Olympische Spelen   | WK langebaan                                                                                              | WK kortebaan                                                                                        | EK langebaan                                                                                            | EK kortebaan |
| ---- | ------------------- | --- | --------------------------------------------------------------------------------------------------- | --- | --- |
| 2013 |                     | geen deelname                                                                                             | | | 43e 100m vrije slag 52e 200m vrije slag 43e 400m vrije slag 43e 50m vlinderslag 15e 4x50m vrije slag 14e 4x50m wisselslag |
| 2014 |                     | | 29e 50m vrije slag 18e 100m vrije slag 27e 200m vrije slag 22e 50m vlinderslag 30e 100m vlinderslag | 49e 100m vrije slag 49e 200m vrije slag 52e 50m vlinderslag 11e 4x100m vrije slag 12e 4x200m vrije slag | |
| 2015 |                     | 45e 100m vrije slag 26e 200m vrije slag 24e 4x100m vrije slag 16e 4x200m vrije slag 17e 4x100m wisselslag | | | geen deelname |
| 2016 | 38e 200m vrije slag | | geen deelname                                                                                       | 56e 100m vrije slag 31e 200m vrije slag 41e 50m vlinderslag 14e 4x100m vrije slag 12e 4x200m vrije slag | |
| 2017 |                     | geen deelname                                                                                             | | | geen deelname |